# Geest-Gérompont
Geest-Gérompont is een dorp in de Belgische provincie Waals-Brabant. Samen met Petit-Rosière vormt het Geest-Gérompont-Petit-Rosière, een deelgemeente van Ramillies. Geest-Gérompont ligt ten noordoosten van Petit-Rosière, langs de Grote Gete.

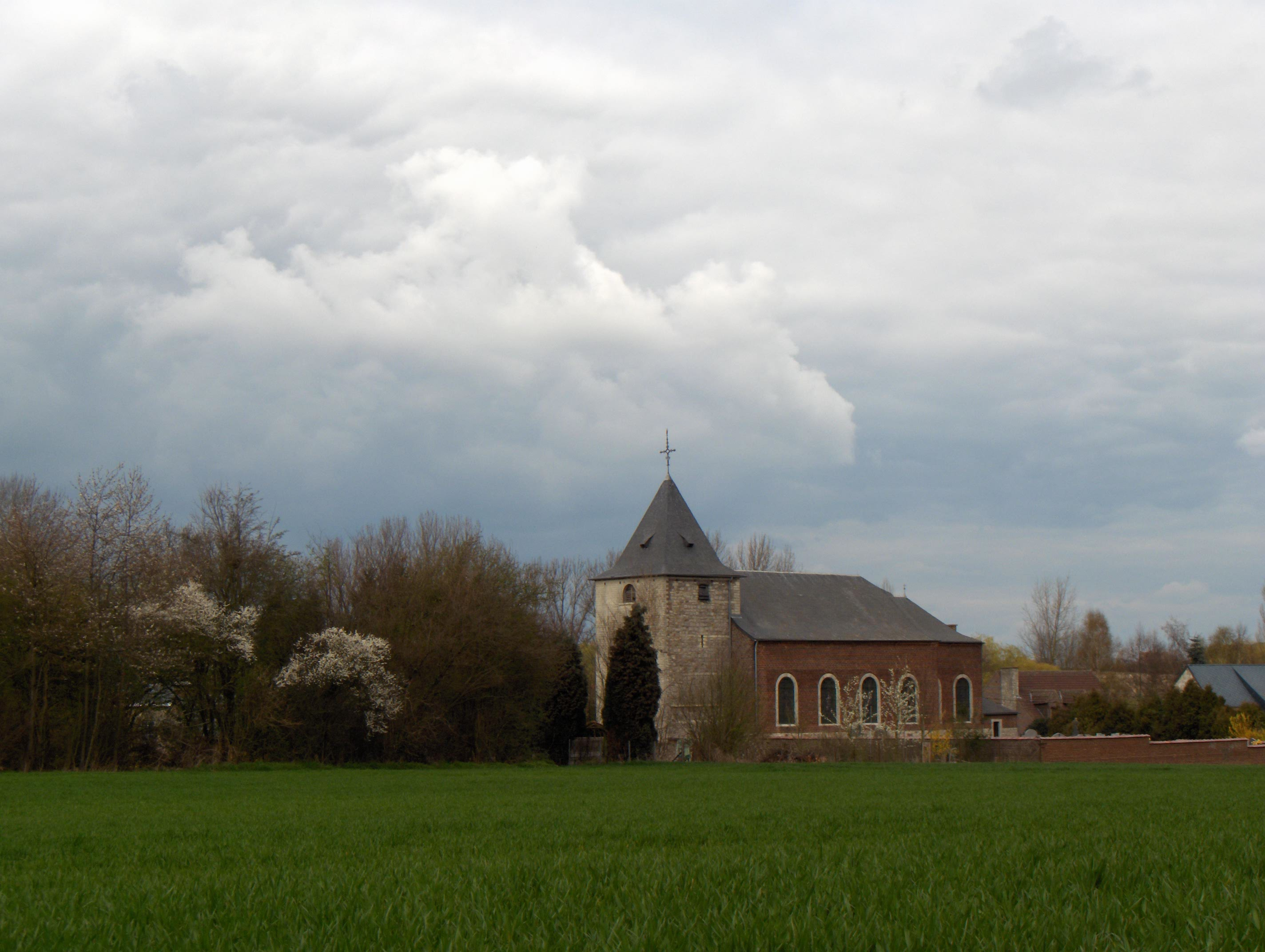
Zicht op Geest-Gérompont

## Geschiedenis
Reeds in de middeleeuwen werd aan de naam van Geest die van de afhankelijkheid Gérompont gevoegd. Op de Ferrariskaart uit de jaren 1770 is het dorp aangeduid als Geest a Gerompont.
Op het eind van het ancien régime werd Geest-Gérompont een gemeente, maar deze werd in 1822 opgeheven en samengevoegd met de gemeente Petit-Rosière tot Geest-Gérompont-Petit-Rosière.
De korte naam Gérompont werd in 1971 de naam van een fusiegemeente, maar deze werd al in 1977 opgeheven en bij Ramillies gevoegd.

## Bezienswaardigheden
- De Sint-Remigiuskerk (Église Saint-Remy), gebouwd in de 18e eeuw met een romaanse toren daterend uit de 12e eeuw. De kerk werd in 1981 als monument beschermd. De omgeving van de kerk is beschermd als site.
- De Sint-Reginakapel (Chapelle Sainte-Reine) is een betreedbare veldkapel van 1756, opgetrokken uit blokken kwartsietzandsteen.

## Natuur en landschap
Geest-Gérompont ligt aan de Grote Gete. De hoogte aan de kerk bedraagt 129 meter.

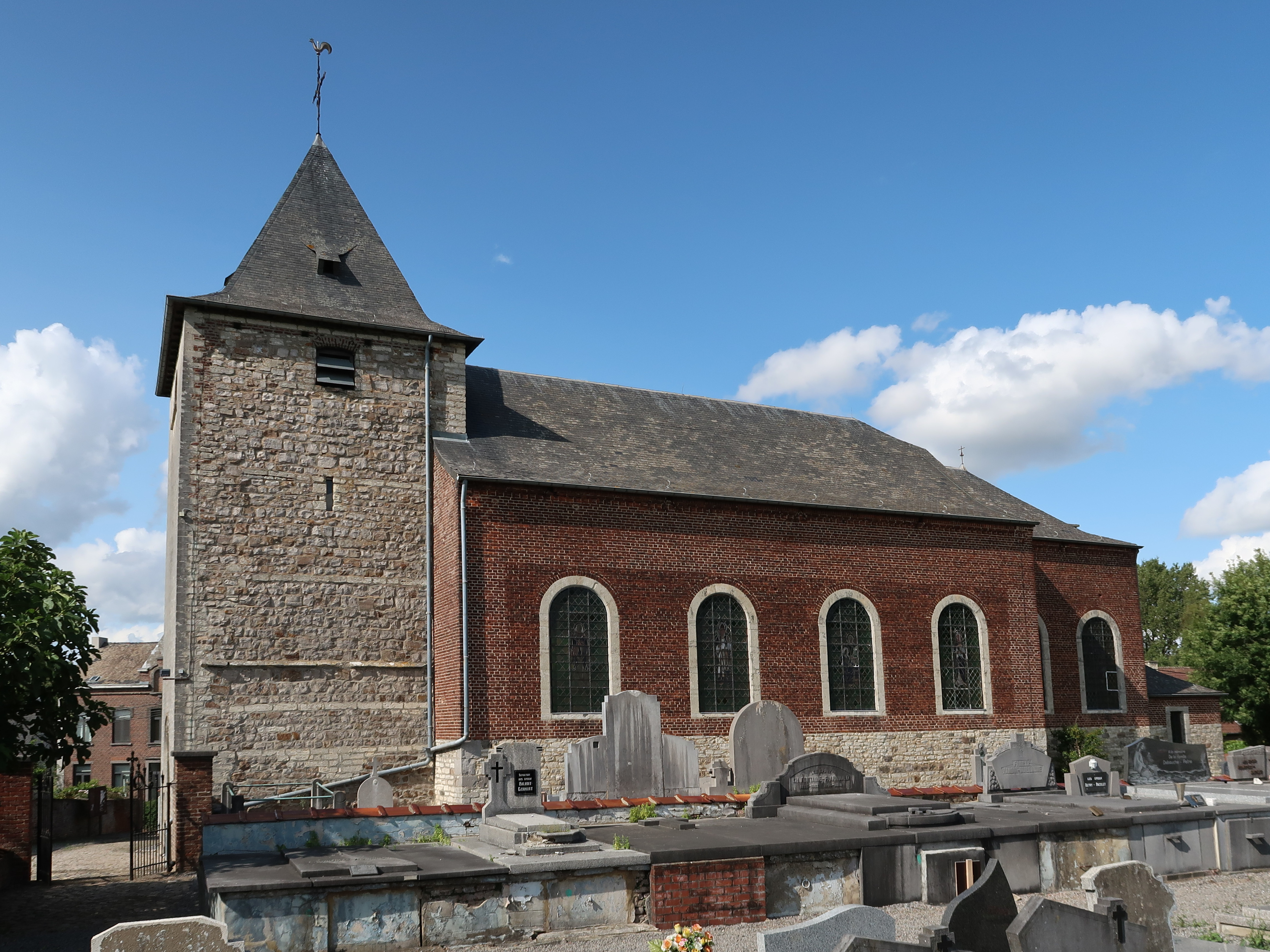
Eglise Saint-Remy
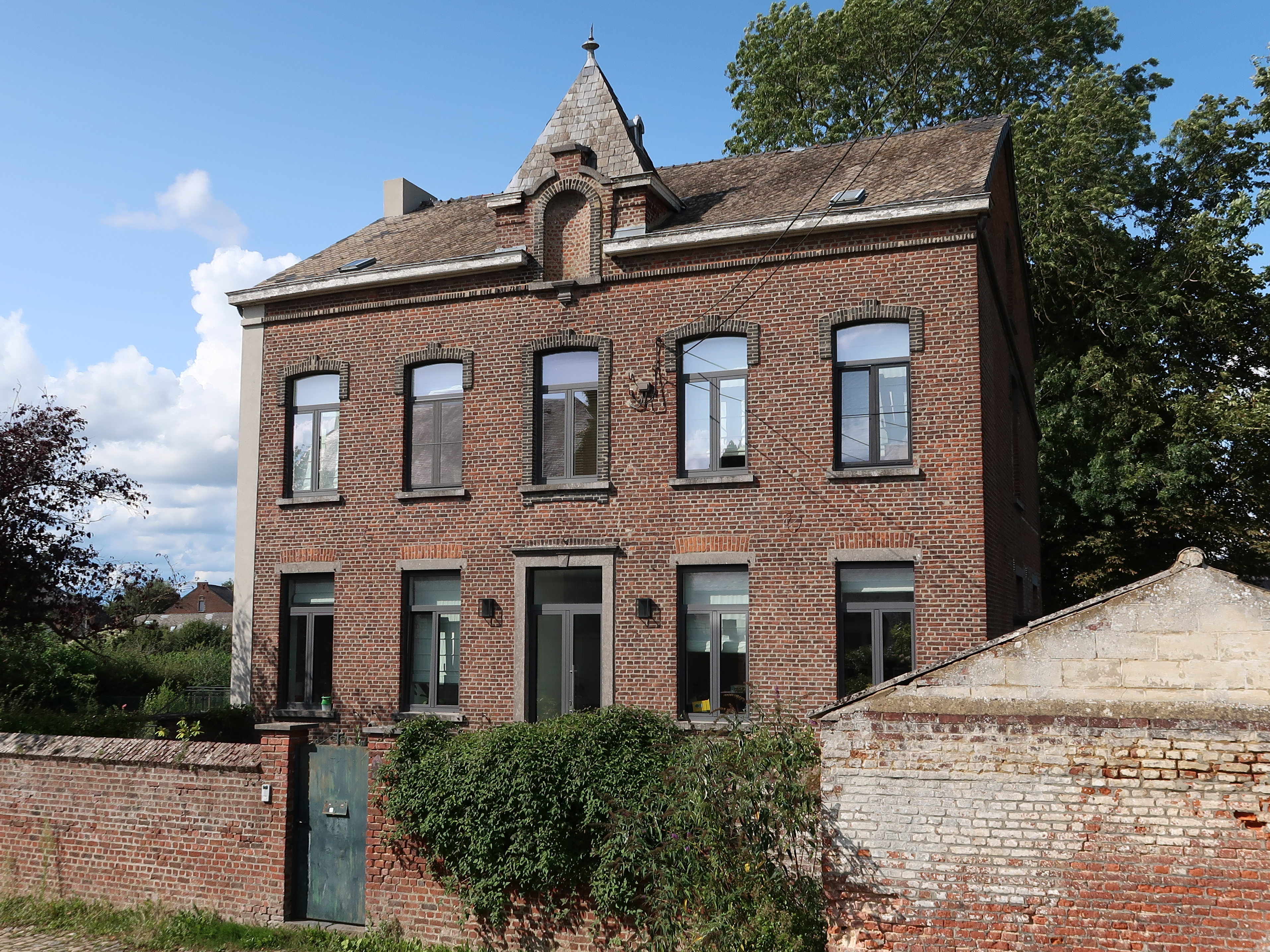
Voormalige pastorie van Geest-Gérompont

## Nabijgelegen kernen
Petit-Rosière, Grand-Rosière, Offus, Mont-Saint-André
Deelgemeenten: Autre-Église · Bomal · Geest-Gérompont-Petit-Rosière · Grand-Rosière-Hottomont · Huppaye · Mont-Saint-André · Ramillies-Offus

Overige dorpen en gehuchten: Geest-Gérompont · Gérompont · Grand-Rosière · Hédenge · Hottomont · Molembais-Saint-Pierre · Offus · Petit-Rosière

Belgische gemeenten · Arrondissement Nijvel · Waals-Brabant · Wallonië